# Alex Ottiano
Alexander R. „Alex” Ottiano (ur. 4 lutego 1976) – amerykański judoka. Dwukrotny olimpijczyk. Odpadł w eliminacjach w Sydney 2000 i Atenach 2004. Walczył w wadze półlekkiej.
Uczestnik mistrzostw świata w 1997, 1999, 2001 i 2003. Startował w Pucharze Świata w latach 1992 i 1996–2004. Brązowy medalista igrzysk panamerykańskich w 1999 i 2003. Zdobył trzy medale na mistrzostwach panamerykańskich w latach 1999–2002.

## Letnie Igrzyska Olimpijskie 2000
| Konkurencja | Rundy eliminacyjne     | Rundy eliminacyjne      | Klas. końcowa |
| Konkurencja | Przeciwnik I           | Przeciwnik II           | Miejsce       |
| ----------- | ---------------------- | ----------------------- | ------------- |
| 66 kg       | Ammar Murajdża (ALG) Z | Kiyoshi Uematsu (ESP) P | 2 runda       |

## Letnie Igrzyska Olimpijskie 2004
| Konkurencja | Rundy eliminacyjne        | Klas. końcowa |
| Konkurencja | Przeciwnik I              | Miejsce       |
| ----------- | ------------------------- | ------------- |
| 66 kg       | Magomied Dżafarow (RUS) P | 2 runda       |